# Adrien Alexandre Adolphe Carrey de Bellemare

Adrien Alexandre Adolphe Carrey de Bellemare, 1886

Adrien Alexandre Adolphe de Carrey de Bellemare (* 14. Dezember 1824 in Paris; † 13. September 1905 in Nizza) war ein französischer Divisionsgeneral.

## Leben

### Herkunft
Als Sohn von René Augustin de Carrey de Bellemare und der Athénaïs Claudine Thérèse Billard in Paris geboren, wurde er am 2. April 1830 fünfjährig durch den neuen Liebhaber seiner Mutter, Oberst Adrien Victor Feucheres als Ziehsohn aufgenommen. Die Mutter ließ nach dem Scheitern der Beziehung diese Adoption am 16. August 1839 durch ein Zivilgericht wieder aufheben, am 20. März 1867 wurde er von seinem Vater René Augustin als rechtmäßiger Sohn anerkannt.

### Frühe Militärkarriere
Er trat am 16. April 1841 in die Militärschule von Saint-Cyr ein, wurde am 1. April 1843 zum Unterleutnant ernannt und danach nach Algerien zu einem Zuaven-Regiment abkommandiert. Am 19. Juni 1845 erhielt er bei den dortigen Kämpfen mit dem Nomadenstamm der Ouled el-Act einen Prellschuss und musste in die Heimat zurückkehren. Am 30. Mai 1848 wurde er Ordonnanzoffizier des Generals Lamoriciere und beteiligte sich im Juni an der Bekämpfung des Aufstandes, wobei er am 23. Juni beim Vorgehen gegen die Barrikade von Faubourg Saint-Martin abermals verwundet wurde. Am 28. Juni 1848 wurde er zum Ritter der Ehrenlegion geschlagen. Zum Leutnant ernannt wurde er am 28. Juli 1848 dem 48. Infanterie-Regiment zugeteilt. Am 5. Juli 1854 zum Kapitän befördert, nahm er ab 15. Juli unter General Baraguey d’Hilliers an der Ostsee-Operation und an der Belagerung von Bomarsund teil.
Am 31. Januar 1856 in das 74. Infanterie-Regiment versetzt, nahm er vom 29. Februar und 19. Juni am Krimkrieg teil. Seine Ernennung zum Bataillonskommandeur im Rahmen des 81. Infanterie-Regimentes erfolgte am 17. Mai 1859. Ab 27. April nahm er am italienischen Feldzug teil und führte zunächst ein Bataillon im 98. Infanterie-Regiment, danach das 3. Regiment des Garde-Korps. Am 2. Juli 1859 folgte seine Rückkehr nach Frankreich und am 12. Mai die Ernennung zum Offizier der Ehrenlegion. Am 28. Juli 1862 ging er mit den französischen Expeditionskorps nach Mexiko ab. Er nahm an der Belagerung von Puebla teil und zeichnete sich beim Sturm auf Fort San Xavier aus. Zurück in Frankreich wurde er am 15. Juni 1863 zum Oberstleutnant befördert und am 13. August dem 95. Infanterie-Regiment zugeordnet. Am 21. August wechselte er als Kommandeur zum 17. Regiment und am 7. Oktober 1863 zum 97. Infanterie-Regiment.

### Im Krieg von 1870/71
Am 10. August 1868 stieg er zum Oberst auf und übernahm mit dem ausbrechenden Deutsch-Französischen Krieg das Kommando über das 78. Linien-Regiment, das in der Schlacht von Fröschweiler eingesetzt wurde. Am 25. August 1870 wurde er zum Brigadegeneral ernannt und übernahm die Führung der 2. Brigade der 4. Division (I. Korps der Armee von Chalons). Während der Schlacht von Beaumont übernahm er nach der Verwundung des Generals Lartigue die Führung der 4. Division und entkam als Bauer verkleidet nach der Schlacht von Sedan der Gefangenschaft. Am 8. September nach Paris zurückgekehrt, übernahm er nach dem Fall des Kaiserreiches das Kommando über die nördliche Befestigungsfront im Raum Saint-Denis. Für die Organisation von Fort Briche wurde er durch General Ducrot belobigt. Am 27. und 28. Oktober führte er eine Brigade bei der Offensive im Raum Le Bourget. Am 3. November führte er eine neue Brigade bei der 1. Division des III. Corps mit welcher er am 30. November in der Schlacht von Champigny einen Ausfall zur Marne führte. Am 5. Dezember übernahm er die Führung der 1. Division des II. Corps und wurde am 8. Dezember 1870 zum Divisionsgeneral befördert. Am 19. Januar 1871 führte er während der Schlacht bei Buzenval die mittlere Kolonne mit 34.680 Mann in der Schlacht am Mont Valérien, während General Vinoy eine Kolonne gegen Saint-Cloud und General Ducrot gegen Malmaison angriff. Am 16. Februar 1871 wurde er gegen seinen Willen vom Kommando enthoben und in Reserve gestellt.

### Nachkriegszeit
Am 22. August 1873 erhielt er kurzfristig eine Brigade der 14. Militärdivision in Périgueux und wurde am 28. Oktober verabschiedet. Am 16. Juni 1874 wieder im Rang eines Brigadegenerals aktiviert, wurde ihm am 13. April 1874 das Kommando über die 55. Infanterie-Brigade übertragen. Am 14. Mai 1875 übernahm er die 60. Brigade, am 12. Januar 1876 die 69. Brigade und am 19. September 1877 die 2. Brigade. Der Fall von Präsident Mac-Mahon und die Machtübernahme der Republikaner beschleunigte seine weitere Karriere. Am 3. Juni 1879 wurde er zum Kommandeur der 29. Infanterie-Division in Nizza ernannt. Am 8. Juli 1881 wurde er Kommandeur der Ehrenlegion. Zwischen 1879 und 1882 war er Generalinspekteur des 29. Militär-Arrondissements. Am 27. Februar 1883 wurde er Kommandierender General des XIII. Korps in Clermont-Ferrand, am 15. Februar 1885 übernahm er das V. Korps in Orléans und am 6. Februar 1886 das IX. Korps in Tours. Zum Mitglied des Kriegsrates wurde er am 6. Februar 1886 bestellt, am 24. Juni folgte die Ernennung zum Großoffiziers der Ehrenlegion. Wegen einer Sondermission im Ausland musste er am 28. Juni 1888 das Kommando des IX. Korps aufgeben und wurde am 14. Dezember 1889 in den Ruhestand verabschiedet.